# Reatância
Reatância (AO 1945: reactância) é uma oposição natural de indutores ou capacitores à variação de corrente elétrica e tensão elétrica, respectivamente, de circuitos em corrente alternada. É dada em Ohms e constitui, juntamente com a resistência elétrica, a grandeza impedância. É dividida em reatância indutiva, originada nos indutores, e capacitativa, nos capacitores.Por vezes, é um fenômeno elétrico não desejado mas inerente aos circuitos elétricos . Todavia, existe aplicabilidade controlada dessa grandeza em circuitos de corrente contínua ou alternadas seja para a passagem ou bloqueio de uma gama de sinais elétricos ou para suavizar a corrente evitando a tensão ripple.
A medida recíproca da reatância é a susceptância.
A relação entre impedância, resistência e reatância é dada por:
{\displaystyle Z=R+jX\,}
Onde: Z é a impedância em ohms; R é a resistência em ohms; X é a reatância em ohms; j é a unidade imaginária
A Reatância é indicada pelo símbolo X, sendo:
X < 0
A reatância é capacitiva (XC) e o seu valor em ohms é dado por:
{\displaystyle X_{C}={\frac {1}{2\pi fC}}\qquad ou\qquad X_{C}={\frac {1}{wC}}\,,\quad sendo\quad w=2\pi f}
onde C é a capacitância dada em Farads, f é a frequência dada em Hertz, π é aproximadamente 3,14159  e ω é a frequência angular.
X > 0
A reatância é indutiva (XL) e o seu valor em ohms é dado por:
{\displaystyle X_{L}=2\pi fL\qquad ou\qquad X_{L}=wL\,,\quad sendo\quad w=2\pi f}
onde L é a Indutância dada em Henrys, f é a frequência dada em Hertz, π é aproximadamente 3,14159 e ω é a frequência angular.
X = 0
A impedância é igual à resistência óhmmica e o circuito é dito como puramente resistivo
De maneira similar às reatâncias elétricas, podem ser citadas a reatância mecânica e reatância acústica.